# Chiesa della Beata Vergine del Paradiso (Faenza)
La chiesa della Beata Vergine del Paradiso è una chiesa cattolica della parrocchia di San Savino di Faenza.

## Storia
La fondazione della Madonna del Paradiso risale al 1499, come ci riferisce la storia cittadina di Don Marcello Valgimigli:
“[…] prendeva oggi domicilio presso le mura della nostra città a breve distanza da porta Imolese sulla Via Emilia al sinistro lato di chi da Faenza si conduce alla volta di Imola ove tutt’ora ammirasi l’edificio di un antico Convento, la cui erezione al recare del Tonducci (un altro storico) appartiene al 1499, per concessione di un piccolo ospizio posto nella Parrocchia di San Sabino dalli Huomini della Confraternita […]”
La chiesa fu abitata da Terziari Francescani Regolari fino alla soppressione napoleonica nel 1805, anno in cui passò al Governo provvisorio dell’Emilia dopo ne furono espulsi i Religiosi. L’anno seguente fu acquistata dalla famiglia Rondinini, sotto cui però passò un periodo infelice: la chiesa fu ridotta a stalla e fienile, fino a meritarsi il titolo popolare di “nido di ladri e di donne di mala fama”. Perfino la piccola Immagine della Madonna venerata con il titolo del “Paradiso” fu venduta all’asta e comprata dall’attuale Parroco di San Savino, che la lasciò alla chiesa parrocchiale; qui restò fino al 1976, anno della sua distruzione a causa di un incendio.
Ridotta ormai a falegnameria, la chiesa fu comprata dai Francescani del Carmine nel 1881, che assieme all’ing. Antonio Zannoni e Padre Raffaelangelo Ballanti-Graziani, fu restaurata ed ampliata: il ruolo di quest’ultimo cruciale, al punto da essere definito il fondatore stesso del convento. Secondo il disegno di Zannoni, anche se semplificato per ragioni economiche, la chiesa doveva essere rifatta in stile neoclassico e ricca di ornamenti.
Finalmente, l’anno successivo (1882) la chiesa cominciò a essere funzionante, e fu aperta al pubblico il 19 novembre di quell’anno; fu solennemente consacrata il 28 settembre 1886 dal vescovo di Faenza mons. Gioachino Cantagalli, assistito da numerosi altri frati della Provincia.
Nel 1885 dodici collegiali provenienti dall’Osservanza di Bologna furono educati nel convento del Paradiso: da quell’anno in poi, fino al 1943, anno in cui il collegio fu trasferito altrove, il convento ospitò ed educò studenti di quarta e quinta ginnasio.
Dopo aver attraversato un periodo buio con la seconda guerra mondiale, essendosi trovata sempre al centro dei combattimenti e occupata da tedeschi, neozelandesi e indiani, dal 1957 al 1959 fu restaurata.

### Il nuovo convento
Già fin dai primi lavori di restauro era evidente che alcuni problemi non potevano essere risolti, in particolare l’entrata molto vicina alla Via Emilia, fonte di gran rumore e polvere. Fin dal 1924 si pensava ad una nuova sistemazione, ma soltanto il progetto fu confermato nel 1961. Il 15 maggio furono quindi iniziati i lavori di abbattimento degli annessi del convento, e il 23 marzo 1963 fu posata la prima pietra: dopo di essa si sperava che le altre fossero collocate in fretta, ma alcune difficoltà di costruzione ritardarono l’inizio dei lavori all’ottobre 1965. Due anni dopo, durante la quarta domenica di Quaresima, fu celebrata la prima festa della Madonna del Paradiso, ma subito dopo i lavori ripresero e continuarono negli anni successivi, fino allo stato in cui la possiamo ammirare oggi.

## L’organo
Il 13 giugno 1891 fu inaugurato l’organo della chiesa della Madonna del Paradiso, che era stato commissionato alla Ditta inglese di William George Trice. Lo strumento era inizialmente dotato di due tastiere di 58 note, una pedaliera di 30 e 10 registri, e con il contributo della Ditta Vegezzi-Bossi fu pulito e accordato.
In occasione della costruzione del nuovo convento, l’organo fu spostato temporaneamente nella chiesa francescana di Milano Marittima, che ne era sprovvista, e qui fu in parte ampliato e ammodernato; fece ritorno a Faenza nel novembre 1969.
Nell’agosto 1979 furono cominciate le trattative per il potenziamento dell’organo, ritenuto buono ma insufficiente per la chiesa: con i lavori della Ditta organaria “La Frescobalda” e l’aiuto dei Padri B. Manduchi e P. Patuelli, l’organo fu potenziato e restaurato con la ricostruzione di somieri, mantici, tastiere, pedaliera e casse acustiche, oltre all’aggiunta di 5 nuovi registri.